# Филипп Гессен-Румпенхаймский
Филипп Гессен-Румпенхаймский (нем. Philipp  Landgraf von Hessen zu Rumpenheim, 6 ноября 1896 — 25 октября 1980) — глава Гессенского дома (с 1940 по 1980 год). Обер-президент провинции Гессен-Нассау с 1933 по 1944 год. Третий сын Фридриха Карла Гессен-Кассель-Румпенхеймского и его жены Маргариты Прусской.
Внук германского императора Фридриха III и правнук королевы Великобритании Виктории, а также зять короля Италии Виктора Эммануила III.

## Ранняя жизнь и брак
Родился в Оффенбахе-ам-Майне (Гессен). Третий сын принца Фридриха Карла Гессен-Кассель-Румпенхеймского (1868—1940) и его жены принцессы Маргариты Прусской (1872—1954), сестры последнего германского и императора Вильгельма II. У Филиппа был младший брат-близнец Вольфганг, а также два старших брата (Фридрих Вильгельм и Максимилиан), и два младших брата-близнеца — Кристоф и Рихард.
В детстве за Филиппом ухаживала английская гувернантка. В 1910 году он был отправлен в Англию, где учился в школе в Бексхилл-он-Си (Восточный Суссекс). После возвращения в Германию принц учился в Гёте-гимназии во Франкфурте-на-Майне и в гимназии Гельмгольца в Потсдаме. Он был единственным из своих братьев, кто не посещал военную академию.
В начале Первой мировой войны Филипп Гессен-Румпенхаймский был зачислен в 24-й гессенский драгунский полк вместе со своим старшим братом Максимилианом. Они служили в Бельгии, где принц Максимилиан был убит в октябре 1914 года.
В 1915—1916 годах принц Филипп служил на Восточном фронте на территории современной Украины. Он имел чин лейтенанта. В 1917 году он служил на линии Зигфрида на западе Германии, затем вернулся на Украину, где участвовал в боевых действиях и был ранен.
В 1916 году в Румынии погиб старший брат Филиппа Фридрих Вильгельм. Филипп стал вторым преемником своего дяди Александра Фридриха (1863—1945) в качестве главы Гессенского дома. В октябре 1918 года Фридрих Карл Гессен-Кассель-Румпенхеймский отец Филиппа, был избран королём Финляндии, вышедшей из состава Российской империи. Предполагалось, что именно Филипп должен будет унаследовать титул главы Гессенского дома, а его младший брат-близнец Вольфганг унаследует после отца королевский трон Финляндии. Однако Германская империя потерпела поражение в Первой мировой войне, а Финляндия стала республикой в июле 1919 года.
После войны Филипп Гессенский был зачислен в «Армию переходного периода» (Übergangsheer), которая успешно боролась с коммунистическими и социалистическими движениями в Веймарской Германии. С 1920 по 1922 год он учился в техническом университете в Дармштадте, де изучал историю искусства и архитектуру. Он несколько раз ездил в Грецию, где его тетя принцесса София Прусская была женой короля Константина I. В 1922 году Филипп бросил университет, не окончив обучение, и устроился на работу в Музей Кайзера Фридриха в Берлине. В следующем году он переехал в Рим, где стал успешным дизайнером интерьеров.
По словам биографа Джонатана Петропулоса, Филипп, вероятно, был бисексуалом. У него были отношения с английским поэтом Зигфридом Сассуном. Несмотря на это, 23 сентября 1925 года в Кастелло ди Раккониджи (под Турином) Филипп Гессенский женился на принцессе Мафальде Савойской (1902—1944), второй дочери короля Италии Виктора Эммануила III и Елены Черногорской. У супругов было четверо детей:
- Принц Мориц (6 августа 1926 — 23 мая 2013), титулярный ландграф Гессенский, 4 детей
- Принц Генрих Вильгельм Константин Виктор Франц (30 октября 1927 — 18 ноября 1999), не женат
- Принц Отто Адольф (3 июня 1937 — 3 января 1998), 1-я жена с 1965 (развод в 1969) Анжела фон Деринг (1940—1991), 2-я жена с 1988 (развод в 1994) Элизабет Bönker (1944—2013), оба брака бездетны
- Принцесса Маргарет Элизабет (род. 8 октября 1940), муж с 1962 года Фридрих Карл фон Опперсдорф (1925—1985), 2 сына: Фридрих (род. 1962) и Александр (род. 1965).

Семья Филиппа и Мафальды проживала, в основном, в отеле Вилла Поликсена (назван в честь королевы Поликсены, жены короля Пьемонта и Сардинии Карла Эммануила III). Супруги также часто посещали Германию.

## Отношения с нацистами

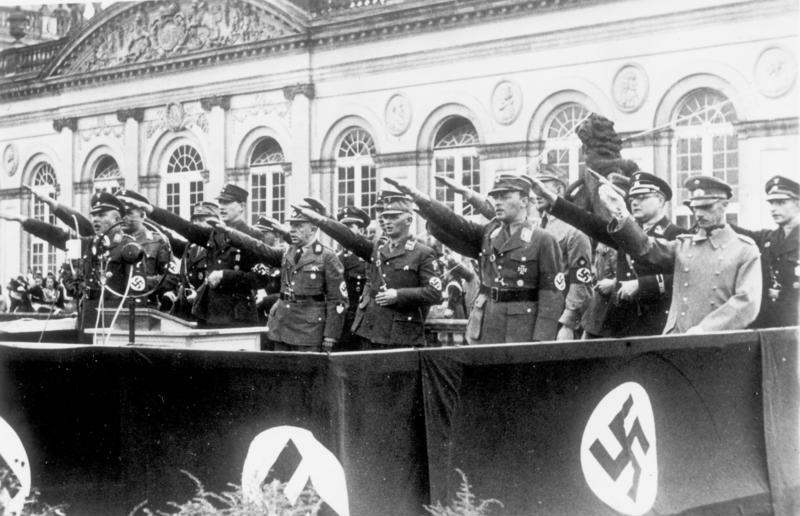
Филипп Гессенский, второй справа в первом ряду, Кассель, 1933 год

Во время проживания в Италии Филипп Гессенский стал сторонником фашизма. После возвращения в Германию в октябре 1930 года он вступил в состав Национал-социалистической немецкой рабочей партии. В 1932 году он стал штурмовиком (SA), а в 1933 году его младший брат Кристоф стал членом СС. Позднее его братья Вольфганг и Рихард также вступили в штурмовые отряды. Благодаря членству в партии Филипп стал близким другом Германа Геринга, будущего главы немецких военно-воздушных сил (Люфтваффе).
После назначения Адольфа Гитлера на пост канцлера Германии 30 января 1933 года принц Филипп Гессенский был назначен обер-президентом (губернатором) провинции Гессен-Нассау в июне 1933 года. После победы на выборах гитлеровской партии он также стал членом германского рейхстага и прусского стаатсрата (государственного совета). Филипп Гессенский сыграл важную роль в укреплении господства национал-социалистической партии в Германии. Он представлял интересы немецких аристократов в НСДАП и, будучи зятем короля Италии, был частым посредником между Адольфом Гитлером и Бенито Муссолини. Он также выступал в качестве арт-агента Гитлера в Италии.
В качестве губернатора Гессен-Нассау Филипп был замешан в создании Программы Т-4. В феврале 1941 года Филипп подписал приказ о передаче клиники в городе Хадамар в распоряжение министерства внутренних дел Рейха. Более 10 000 психически больных людей были убиты там. В 1946 году Филипп Гессенский был обвинен в этих убийствах, но затем обвинения с него были сняты.
Во время Второй мировой войны отношение национал-социалистической партии к членам немецких княжеских домов изменилось. Вначале нацисты использовали знатные исторические роды для получения ещё большей народной поддержки, а теперь они стали дистанцироваться даже от князей, которые их поддерживали.
В конце апреля 1943 года Гитлер приказал доложить Филиппу Гессенскому, чтобы он оставался на своей должности ещё четыре месяца. В мае 1943 года Гитлер подписал декрет, согласно которому немецкие аристократы на должностях в армии, партии и государстве должны были пройти проверку на соответствие. Арест Муссолини по приказу короля Италии Виктора Эммануила (тестя Филиппа) в июле 1943 года ухудшил положение принца. Гитлер считал, что Филипп и его семья были соучастниками свержения и ареста Муссолини.
8 сентября 1943 года Филипп Гессенский был арестован. Он бы лишен членства в партии и уволен из Люфтваффе. 25 января 1944 года он был освобожден от занимаемой должности губернатора Гессен-Нассау. В сентябре 1943 года Филипп был отправлен в концлагерь Флоссенбюрг на границе с Чехией. Его поместили в одиночную камеру, ему были запрещены любые контакты с внешним миром. Несмотря на это он имел некоторые привилегии: был одет в гражданскую одежду и ел ту же пищу, что и охранники.
Мафальда Савойская, жена Филиппа, была арестована и находилась под стражей в Риме. Её отправили для допросов в Мюнхен и Берлин, а затем бросили в концлагерь Бухенвальд, где она была посажена рядом с оружейным заводом. В августе 1944 года союзники разбомбили этот завод. Мафальда была тяжело ранена и умерла через несколько дней после операции в концлагере.
После вступления союзников на территорию Германии в апреле 1945 года Филипп был переведен в концентрационный лагерь Дахау. После десяти дней нахождения там он был переправлен в Тироль вместе со 140 другими известными заключенными. 4 мая 1945 года он арестован американцами в Нидердорфе в Итальянских Альпах.

## Жизнь после войны
Так как принц Филипп Гессенский занимал должность губернатора Гессен-Нассау в Третьем Рейхе, он вначале находился в заключении на острове Капри, а затем в ряде других центров содержания под стражей.
В 1940 году после смерти своего отца Фридриха Карла Гессен-Кассельского Филипп возглавил Гессенский дом, став титулярным королём Финляндии и ландграфом Гессена.
В 1968 году после смерти своего дальнего родственника Людвига, принца Гессенского и Рейнского (1908—1968), не имевшего детей, Филипп Гессенский унаследовал титул великого герцога Гессенского и Рейнского.
83-летний Филипп Гессенский скончался 25 декабря 1980 года в Риме (Италия). Его преемником стал старший сын, Мориц Гессенский.

## Награды
Список полученных наград:
- Железный крест I и II степени
- Крест «За военные заслуги» (Брауншвейг)
- Общий почётный знак (Гессен)
- Орден «Святой Александр» (Болгария)
- Знак слёта СА в Брауншвейге 1931 года
- Почётный крест Первой мировой войны 1914/1918 с мечами — около 1934 года
- Медаль «В память 13 марта 1938 года» — около 1938 года
- Золотой партийный знак НСДАП — 30 января 1939 года
- Медаль «В память 1 октября 1938 года» — около 1939 года
- Шеврон старого бойца
- Высший орден Святого Благовещения
- Крест «За военные заслуги» 1-й и 2-й степени без мечей
- Бронзовая и серебряная медаль «За выслугу лет в НСДАП»

## Сексуальная ориентация
Был скрытым гомосексуалистом. Его тайная любовная связь с английским поэтом Зигфридом Сассуном при жизни не получила огласки, как и другие гомосексуальные связи.